# Рястка Фішера
Рястка Фішера (Ornithogalum fischerianum) — вид рослин із родини холодкових (Asparagaceae), зростає у Євразії.

## Біоморфологічний опис
Багаторічна рослина 20–40 см заввишки, стебло гладке. Цибулина яйцеподібна. Листки в числі 4–6, вузько-лінійні, жолобчасті, на краю гладкі, 2–4 мм завширшки. Суцвіття 15–20-квіткове, нещільне, 5–10(12) см завдовжки. Листочки оцвітини 9–11 мм завдовжки зовні з ледь вираженою смужкою із зелених або жовтуватих жилок. Період цвітіння: травень — червень. Коробочка яйцеподібна.

## Середовище проживання
Зростає у Євразії від України через Казахстан до західного Сибіру. 
В Україні вид зростає на степових схилах — у Степу.